# Hopkinton (Massachusetts)
Hopkinton è un comune degli Stati Uniti d'America facente parte della contea di Middlesex nello stato del Massachusetts. Da qui parte la Maratona di Boston che si conclude nel centro di Boston.